# Distrito de Portalegre
El distrito de Portalegre es uno de los dieciocho distritos que, junto con Madeira y Azores, forman Portugal. Con capital en la ciudad homónima, limita al norte con Castelo Branco, al este con España, al sur con Évora y al oeste con Santarém.
Pertenece en su mayor parte a la provincia tradicional del Alto Alentejo (en la región de Alentejo), completándose con algunos municipios pertenecientes al Ribatejo. Área: 6084,35 km² (6º mayor distrito portugués). Población residente (2021): 104 989 habs. Densidad de población: 17 hab./km². Es el distrito de Portugal con menos población. 

## Subdivisiones
El distrito de Portalegre se subdivide en los siguientes 15 municipios:
- Alter do Chão
- Arronches
- Avís
- Campomayor
- Castelo de Vide
- Crato
- Elvas
- Fronteira
- Gavião
- Marvão
- Monforte
- Nisa
- Ponte de Sor
- Portalegre
- Sousel

En la actual división regional del país, este distrito integra-se en la Región del Alentejo y todos los municipios, a excepción de uno, pertenecen a la subregión del Alto Alentejo, integrándose el que sobra en el Alentejo Central. En resumen:
- Región del Alentejo
  - Alentejo Central
    - Sousel

  - Alto Alentejo
    - Alter do Chão
    - Arronches
    - Avís
    - Campomayor
    - Castelo de Vide
    - Crato
    - Elvas
    - Fronteira
    - Gavião
    - Marvão
    - Monforte
    - Nisa
    - Ponte de Sor
    - Portalegre